# Revisió (biologia)
En biologia, una revisió és una avaluació de la sistemàtica d'un grup que no compleix tots els requisits per ser considerada una monografia. Per exemple, una revisió pot tractar sobre una part delimitada geogràficament d'un gènere, o contenir només claus sense descripcions que les acompanyin. Una revisió també pot servir per a reestructurar la taxonomia d'un grup, fusionant espècies existents o descrivint-ne de noves.